# Lepturges figuratus
Lepturges figuratus är en skalbaggsart som beskrevs av Francis Polkinghorne Pascoe 1866. Lepturges figuratus ingår i släktet Lepturges och familjen långhorningar.
Artens utbredningsområde är:
- Nicaragua.
- Panama.
- Venezuela.

Inga underarter finns listade i Catalogue of Life.